# Ulrich Chabot
Pas d'image ? Cliquez ici

a Compétitions nationales et continentales officielles uniquement.

Ulrich Chabot, né le 20 septembre 1976 à Tours, est un joueur de rugby à XV. C'était un 3/4 aille de 1,83 m et 76 kg. Les spectateurs l’ont surnommé TGV pour sa vitesse (11,08 secondes au 100 mètres)

## Biographie
Ulrich Chabot a débuté avec l'équipe de rugby à XV de Joué-lès-Tours en 1985.
Puis il arrive à l'US Tours en D2 en 1994 à l'âge de 18 ans. Titularisé en équipe première en quelques mois. Il conserva sa place en no 14 (aile droite) jusqu’en 2001, quand il décide de mettre fin à sa carrière de rugbyman et de rentrer dans le monde du travail.
Il est l’auteur de 26 essais durant la saison 1996-1997 (l’année du titre de champion de France de Deuxième Division).

## Palmarès
- Champion de France de Deuxième Division en 1997 (face à l’USA Limoges)
- Champion du Challenge de l'Amitié contre Tulle